# 20 août aux Jeux olympiques d'été de 2016
Le samedi 20 août aux Jeux olympiques d'été de 2016 est le dix-huitième jour de compétition.

## Faits marquants
L'équipe des États-Unis de basket-ball féminin remporte la médaille d'or pour la sixième fois consécutive.

## Programme
| Heure UTC-3 (Rio de Janeiro)                  |               |
| bleu                                          | Cérémonie     |
| neutre                                        | Épreuve       |
| or                                            | Finale        |
| orange                                        | Petite finale |
| rose                                          | Reporté       |
| gris                                          | Annulé        |
| Compétition masculine                         | Hommes        |
| Compétition féminine                          | Femmes        |
| Compétition mixte (hommes et femmes mélangés) | Mixte         |
| Compétition en couple (1 homme et 1 femme)    | Couple        |
| modifier                                      |               |

| Horaire | Discipline Spécialité | Discipline Spécialité                           | Discipline Spécialité | Phase                         | Résultats | Références |
| ------- | --------------------- | ----------------------------------------------- | --------------------- | ----------------------------- | --- | ---------- |
| 7 h     |                       | Golf Parcours féminin                           | Compétition femmes    | Finale                        | Inbee Park · Lydia Ko · Shanshan Feng |            |
| 8 h 30  |                       | Badminton Simple                                | Compétition hommes    | Petite finale                 | Lin Dan 1-2 Viktor Axelsen |            |
| 9 h     |                       | Canoë-kayak (course en ligne) C2 - 1 000 mètres | Compétition hommes    | Finale                        | Sebastian Brendel et Jan Vandrey · Erlon Silva et Isaquias Queiroz · Dmytro Ianchuk et Taras Mishchuk |            |
| 9 h     |                       | Canoë-kayak (course en ligne) K1 - 200 mètres   | Compétition hommes    | Finale                        | Liam Heath · Maxime Beaumont · Saúl Craviotto, Ronald Rauhe |            |
| 9 h     |                       | Canoë-kayak (course en ligne) K4 - 1 000 mètres | Compétition hommes    | Finale                        | Max Rendschmidt, Tom Liebscher, Max Hoff et Marcus Gross · Denis Myšák, Erik Vlček, Juraj Tarr et Tibor Linka · Daniel Havel, Lukáš Trefil, Josef Dostál et Jan Štěrba                                                |            |
| 9 h     |                       | Canoë-kayak (course en ligne) K4 - 500 mètres   | Compétition femmes    | Finale                        | Gabriella Szabó, Danuta Kozák, Tamara Csipes et Krisztina Fazekas · Sabrina Hering, Franziska Weber, Steffi Kriegerstein et Tina Dietze · Marharyta Makhneva, Nadzeya Liapeshka, Volha Khudzenka et Maryna Litvinchuk |            |
| 9 h     |                       | Taekwondo Poids lourds (+67 kg)                 | Compétition femmes    | Huitièmes de finale           | - | -          |
| 9 h 15  |                       | Taekwondo Poids lourds (+80 kg)                 | Compétition hommes    | Huitièmes de finale           | - | -          |
| 9 h 20  |                       | Badminton Simple                                | Compétition hommes    | Finale                        | Lee Chong Wei 0-2 Chen Long |            |
| 10 h    |                       | Gymnastique rythmique Concours des ensembles    | Compétition femmes    | Qualifications                | - | -          |
| 10 h    |                       | Lutte Lutte libre (-86 kg)                      | Compétition hommes    | Tours éliminatoires           | - | -          |
| 10 h    |                       | Lutte Lutte libre (-125 kg)                     | Compétition hommes    | Tours éliminatoires           | - | -          |
| 11 h    |                       | Plongeon Haut-vol à 10 mètres                   | Compétition hommes    | Demi-finale                   | - | -          |
| 11 h    |                       | Triathlon Course féminine                       | Compétition femmes    | Finale                        | Gwen Jorgensen · Nicola Spirig Hug · Vicky Holland |            |
| 11 h 30 |                       | Basket-ball Tournoi féminin                     | Compétition femmes    | Petite finale                 | Serbie 70-63 France |            |
| 11 h 30 |                       | Handball Tournoi féminin                        | Compétition femmes    | Petite finale                 | Pays-Bas 26-36 Norvège |            |
| 11 h 40 |                       | Water-polo Tournoi masculin                     | Compétition hommes    | Match pour la septième place  | Brésil 8-9 Espagne |            |
| 12 h 30 |                       | VTT Cross-country                               | Compétition femmes    | Finale                        | Jenny Rissveds · Maja Włoszczowska · Catharine Pendrel |            |
| 13 h    |                       | Football Tournoi masculin                       | Compétition hommes    | Petite finale                 | Honduras 2-3 Nigeria |            |
| 13 h    |                       | Volley-ball Tournoi féminin                     | Compétition femmes    | Petite finale                 | Pays-Bas 1-3 États-Unis |            |
| 13 h    |                       | Water-polo Tournoi masculin                     | Compétition hommes    | Petite finale                 | Monténégro 10-12 Italie |            |
| 14 h    |                       | Boxe Poids mouches (−51 kg)                     | Compétition femmes    | Finale                        | Nicola Adams · Sarah Ourahmoune · Ren Cancan et Ingrit Valencia |            |
| 14 h    |                       | Boxe Poids coq (−56 kg)                         | Compétition hommes    | Finale                        | Robeisy Ramírez · Shakur Stevenson · Vladimir Nikitin et Murodjon Akhmadaliev |            |
| 14 h    |                       | Boxe Poids moyens (−75 kg)                      | Compétition hommes    | Finale                        | Arlen Lopez · Bektemir Melikuziev · Kamran Shakhsuvarly et Misael Rodríguez |            |
| 15 h    |                       | Taekwondo Poids lourds (+67 kg)                 | Compétition femmes    | Quarts de finale              | - | -          |
| 15 h 15 |                       | Taekwondo Poids lourds (+80 kg)                 | Compétition hommes    | Quarts de finale              | - | -          |
| 15 h 20 |                       | Gymnastique rythmique Concours individuel       | Compétition femmes    | Finale                        | Margarita Mamun · Yana Kudryavtseva · Ganna Rizatdinova |            |
| 15 h 30 |                       | Basket-ball Tournoi féminin                     | Compétition femmes    | Finale                        | États-Unis 101-72 Espagne |            |
| 15 h 30 |                       | Handball Tournoi féminin                        | Compétition femmes    | Finale                        | France 19-22 Russie |            |
| 16 h    |                       | Lutte Lutte libre (-86 kg)                      | Compétition hommes    | Repêchages                    | - | -          |
| 16 h    |                       | Lutte Lutte libre (-125 kg)                     | Compétition hommes    | Repêchages                    | - | -          |
| 16 h    |                       | Lutte Lutte libre (-86 kg)                      | Compétition hommes    | Finale                        | Abdulrashid Sadulaev · Selim Yaşar · Sharif Sharifov et J'den Cox |            |
| 16 h    |                       | Lutte Lutte libre (-125 kg)                     | Compétition hommes    | Finale                        | Taha Akgül · Komeil Ghasemi · Ibrahim Saidau et Geno Petriashvili |            |
| 16 h    |                       | Pentathlon moderne Compétition masculine        | Compétition hommes    | Natation 200 m nage libre     | - | -          |
| 16 h 30 |                       | Plongeon Haut-vol à 10 mètres                   | Compétition hommes    | Finale                        | Chen Aisen · Germán Sánchez · David Boudia | -          |
| 16 h 30 |                       | Water-polo Tournoi masculin                     | Compétition hommes    | Match pour la cinquième place | Hongrie 12-10 Grèce |            |
| 17 h    |                       | Taekwondo Poids lourds (+67 kg)                 | Compétition femmes    | Demi-finales                  | - | -          |
| 17 h 15 |                       | Taekwondo Poids lourds (+80 kg)                 | Compétition hommes    | Demi-finales                  | - | -          |
| 17 h 30 |                       | Football Tournoi masculin                       | Compétition hommes    | Finale                        | Brésil 1-1 a.p. (5-4 t.a.b.) Allemagne |            |
| 17 h 50 |                       | Water-polo Tournoi masculin                     | Compétition hommes    | Finale                        | Croatie 7-11 Serbie |            |
| 18 h    |                       | Pentathlon moderne Compétition masculine        | Compétition hommes    | Escrime Tour de bonus         | - | -          |
| 19 h 30 |                       | Pentathlon moderne Compétition masculine        | Compétition hommes    | Équitation Saut d'obstacles   | - | -          |
| 20 h    |                       | Taekwondo Poids lourds (+67 kg)                 | Compétition femmes    | Repêchages                    | - | -          |
| 20 h 15 |                       | Taekwondo Poids lourds (+80 kg)                 | Compétition hommes    | Repêchages                    | - | -          |
| 20 h 30 |                       | Athlétisme Saut en hauteur                      | Compétition femmes    | Finale                        | Ruth Beitia · Mirela Demireva · Blanka Vlašić |            |
| 20 h 55 |                       | Athlétisme Lancer du javelot                    | Compétition hommes    | Finale                        | Thomas Röhler · Julius Yego · Keshorn Walcott |            |
| 21 h    |                       | Athlétisme 1 500 mètres                         | Compétition hommes    | Finale                        | Matthew Centrowitz, Jr. · Taoufik Makhloufi · Nick Willis |            |
| 21 h    |                       | Taekwondo Poids lourds (+67 kg)                 | Compétition femmes    | Petite finale                 | Bianca Walkden 7-1 Wiam Dislam |            |
| 21 h 15 |                       | Athlétisme 800 mètres                           | Compétition femmes    | Finale                        | Caster Semenya · Francine Niyonsaba · Margaret Wambui |            |
| 21 h 15 |                       | Taekwondo Poids lourds (+80 kg)                 | Compétition hommes    | Petite finale                 | Mahama Cho vs Maicon de Andrade |            |
| 21 h 20 |                       | Athlétisme 5 000 mètres                         | Compétition hommes    | Finale                        | Mo Farah · Paul Chelimo · Hagos Gebrhiwet |            |
| 21 h 30 |                       | Taekwondo Poids lourds (+67 kg)                 | Compétition femmes    | Petite finale                 | Gwladys Épangue 1-2 Jackie Galloway |            |
| 21 h 45 |                       | Taekwondo Poids lourds (+80 kg)                 | Compétition hommes    | Petite finale                 | Cha Dong-min vs Dmitriy Shokin |            |
| 22 h    |                       | Athlétisme Relais 4 × 400 mètres                | Compétition femmes    | Finale                        | États-Unis · Jamaïque · Grande-Bretagne |            |
| 22 h    |                       | Pentathlon moderne Compétition masculine        | Compétition hommes    | Combiné course/tir            | - | -          |
| 22 h    |                       | Pentathlon moderne Compétition masculine        | Compétition hommes    | Finale                        | Aleksander Lesun · Pavlo Tymoshchenko · Ismael Hernandez |            |
| 22 h    |                       | Taekwondo Poids lourds (+67 kg)                 | Compétition femmes    | Finale                        | María Espinoza vs Zheng Shuyin |            |
| 22 h 15 |                       | Taekwondo Poids lourds (+80 kg)                 | Compétition hommes    | Finale                        | Abdoul Razak Issoufou vs Radik Isayev |            |
| 22 h 15 |                       | Volley-ball Tournoi féminin                     | Compétition femmes    | Finale                        | Chine 3-1 Serbie |            |
| 22 h 35 |                       | Athlétisme Relais 4 × 400 mètres                | Compétition hommes    | Finale                        | États-Unis · Jamaïque · Bahamas |            |

## Tableau des médailles provisoire
Après les finales du 20 août :
- Pays organisateur (Brésil)

| Rang  | Nation                           | Or  | Argent | Bronze | Total |
| ----- | -------------------------------- | --- | ------ | ------ | ----- |
| 1     | États-Unis                       | 43  | 37     | 36     | 116   |
| 2     | Grande-Bretagne                  | 27  | 22     | 17     | 66    |
| 3     | Chine                            | 26  | 18     | 26     | 70    |
| 4     | Russie                           | 17  | 17     | 19     | 53    |
| 5     | Allemagne                        | 17  | 10     | 14     | 41    |
| 6     | Japon                            | 12  | 8      | 21     | 41    |
| 7     | France                           | 9   | 17     | 14     | 40    |
| 8     | Corée du Sud                     | 9   | 3      | 9      | 21    |
| 9     | Australie                        | 8   | 11     | 10     | 29    |
| 10    | Italie                           | 8   | 11     | 7      | 26    |
| 11    | Pays-Bas                         | 8   | 6      | 4      | 18    |
| 12    | Hongrie                          | 8   | 3      | 4      | 15    |
| 13    | Espagne                          | 7   | 3      | 4      | 14    |
| 14    | Brésil                           | 6   | 6      | 6      | 18    |
| 15    | Jamaïque                         | 6   | 3      | 2      | 11    |
| 16    | Kenya                            | 5   | 6      | 1      | 11    |
| 17    | Croatie                          | 5   | 3      | 2      | 10    |
| 18    | Cuba                             | 5   | 2      | 4      | 11    |
| 19    | Nouvelle-Zélande                 | 4   | 9      | 5      | 18    |
| 20    | Canada                           | 4   | 3      | 15     | 22    |
| 21    | Kazakhstan                       | 3   | 5      | 9      | 17    |
| 22    | Colombie                         | 3   | 2      | 3      | 8     |
| 23    | Iran                             | 3   | 1      | 4      | 8     |
| 24    | Grèce                            | 3   | 1      | 2      | 6     |
| 25    | Argentine                        | 3   | 1      | 0      | 4     |
| 26    | Suède                            | 2   | 6      | 3      | 11    |
| 27    | Afrique du Sud                   | 2   | 6      | 2      | 10    |
| 28    | Ukraine                          | 2   | 5      | 4      | 11    |
| 29    | Pologne                          | 2   | 3      | 6      | 11    |
| 30    | Corée du Nord                    | 2   | 3      | 2      | 7     |
| 30    | Serbie                           | 2   | 3      | 2      | 7     |
| 32    | Ouzbékistan                      | 2   | 2      | 5      | 9     |
| 33    | Belgique                         | 2   | 2      | 2      | 6     |
| 33    | Suisse                           | 2   | 2      | 2      | 6     |
| 33    | Thaïlande                        | 2   | 2      | 2      | 6     |
| 36    | Slovaquie                        | 2   | 2      | 0      | 4     |
| 37    | Géorgie                          | 2   | 1      | 4      | 7     |
| 38    | Danemark                         | 1   | 6      | 7      | 14    |
| 39    | Azerbaïdjan                      | 1   | 4      | 10     | 15    |
| 40    | Biélorussie                      | 1   | 4      | 4      | 9     |
| 41    | Turquie                          | 1   | 3      | 4      | 8     |
| 42    | Arménie                          | 1   | 3      | 0      | 4     |
| 43    | Slovénie                         | 1   | 2      | 1      | 4     |
| 44    | Indonésie                        | 1   | 2      | 0      | 3     |
| 45    | République tchèque               | 1   | 1      | 7      | 9     |
| 46    | Éthiopie                         | 1   | 1      | 4      | 6     |
| 47    | Roumanie                         | 1   | 1      | 2      | 4     |
| 48    | Bahreïn                          | 1   | 1      | 0      | 2     |
| 48    | Viêt Nam                         | 1   | 1      | 0      | 2     |
| 50    | Taipei chinois                   | 1   | 0      | 2      | 3     |
| 51    | Bahamas                          | 1   | 0      | 1      | 2     |
| 51    | Côte d'Ivoire                    | 1   | 0      | 1      | 2     |
| 51    | Athlètes olympiques indépendants | 1   | 0      | 1      | 2     |
| 54    | Fidji                            | 1   | 0      | 0      | 1     |
| 54    | Jordanie                         | 1   | 0      | 0      | 1     |
| 54    | Kosovo                           | 1   | 0      | 0      | 1     |
| 54    | Porto Rico                       | 1   | 0      | 0      | 1     |
| 54    | Singapour                        | 1   | 0      | 0      | 1     |
| 54    | Tadjikistan                      | 1   | 0      | 0      | 1     |
| 60    | Malaisie                         | 0   | 4      | 1      | 5     |
| 61    | Mexique                          | 0   | 3      | 2      | 5     |
| 62    | Algérie                          | 0   | 2      | 0      | 2     |
| 62    | Irlande                          | 0   | 2      | 0      | 2     |
| 64    | Lituanie                         | 0   | 1      | 3      | 4     |
| 65    | Venezuela                        | 0   | 1      | 2      | 3     |
| 66    | Bulgarie                         | 0   | 1      | 1      | 2     |
| 66    | Inde                             | 0   | 1      | 1      | 2     |
| 66    | Mongolie                         | 0   | 1      | 1      | 2     |
| 69    | Burundi                          | 0   | 1      | 0      | 1     |
| 69    | Grenade                          | 0   | 1      | 0      | 1     |
| 69    | Niger                            | 0   | 1      | 0      | 1     |
| 69    | Philippines                      | 0   | 1      | 0      | 1     |
| 69    | Qatar                            | 0   | 1      | 0      | 1     |
| 74    | Norvège                          | 0   | 0      | 4      | 4     |
| 75    | Égypte                           | 0   | 0      | 3      | 3     |
| 75    | Tunisie                          | 0   | 0      | 3      | 3     |
| 77    | Israel                           | 0   | 0      | 2      | 2     |
| 78    | Autriche                         | 0   | 0      | 1      | 1     |
| 78    | République dominicaine           | 0   | 0      | 1      | 1     |
| 78    | Estonie                          | 0   | 0      | 1      | 1     |
| 78    | Finlande                         | 0   | 0      | 1      | 1     |
| 78    | Maroc                            | 0   | 0      | 1      | 1     |
| 78    | Moldavie                         | 0   | 0      | 1      | 1     |
| 78    | Portugal                         | 0   | 0      | 1      | 1     |
| 78    | Trinité-et-Tobago                | 0   | 0      | 1      | 1     |
| 78    | Émirats arabes unis              | 0   | 0      | 1      | 1     |
| Total | Total                            | 247 | 247    | 291    | 850   |